# Koné Colette
Koné Colette est une femme politique ivoirienne, membre du PDCI-RDA. Depuis le 17 décembre 2014, elle dirige  l'Autorité Ivoirienne de Régulation de la Mutualité Sociale de Côte d'Ivoire (AIRMS).

## Biographie
Née le 29 janvier 1957 à Bobo-Dioulasso, Koné Colette est administratrice du travail et des lois sociales. Mère de quatre (04) enfants, elle fut mariée à feu Mamadou Koné, ex-ministre ivoirien de la justice et ancien président du Conseil constitutionnel de Côte d'Ivoire.

## Carrière Professionnelle
Koné Colette est Administratrice du travail et des lois sociales. Elle est depuis 2016 la directrice générale de l’Agence de régulation de la mutualité sociale (AIRMS). Elle est désignée, en juillet 2023, présidente du Comité Consultatif de la Mutualité Sociale de l'Union économique et monétaire ouest-africaine (UEMOA)

## Vie politique
Koné Collette intègre très tôt la sphère politique ivoirienne sous la bannière du Parti démocratique de Côte d'Ivoire (PDCI). Après avoir gravi les échelons du parti, d'abord en tant secrétaire de section dans la commune de Cocody puis secrétaire exécutive chargée des relations avec les élus locaux, elle est aujourd'hui membre du Bureau politique du PDCI. Elle fut chargée de l’organisation du 70e anniversaire dudit parti en 2016.
En 2018, Koné Colette fut candidate sous la bannière indépendante aux élections municipales de la commune de Cocody où elle obtient 15,28 % des suffrages exprimés. Depuis 2013, elle intègre le conseil municipal de Cocody et fut adjointe au maire de Cocody. Elle est également membre du Conseil économique, social, environnemental et culturel.

## Distinctions et récompenses
- Officier de l’Ordre du mérite ivoirien [8]

- Commandeur dans l’ordre du bélier du PDCI-RDA